# Hirzberg - Wannigsrod - Kranichmoor
Hirzberg - Wannigsrod - Kranichmoor este o arie protejată (arie specială de conservare — SAC, sit de importanță comunitară — SCI) din Germania întinsă pe o suprafață de 279 ha, integral pe uscat.

## Localizare
Centrul sitului Hirzberg - Wannigsrod - Kranichmoor este situat la coordonatele 50°51′39″N 10°40′34″E / 50.8608°N 10.6761°E.

## Înființare
Situl Hirzberg - Wannigsrod - Kranichmoor a fost declarat sit de importanță comunitară în septembrie 2000 pentru a proteja 5 specii de animale. Situl a fost protejat și ca arie specială de conservare în iulie 2008.

## Biodiversitate
Situată în ecoregiunea continentală, aria protejată conține 4 habitate naturale: Lacuri eutrofice naturale cu vegetație de tip Magnopotamion sau Hydrocharition, Fânețe de joasă altitudine (Alopecurus pratensis, Sanguisorba officinalis), Păduri de fag Luzulo-Fagetum, Păduri de stejar și carpen Galio-Carpinetum.
La baza desemnării sitului se află mai multe specii protejate:
- păsări (4): rață lingurar (Anas clypeata), erete de stuf (Circus aeruginosus), sfrâncioc roșiatic (Lanius collurio), gaia roșie (Milvus milvus)
- amfibieni (1): triton cu creastă (Triturus cristatus)

Pe lângă speciile protejate, pe teritoriul sitului au mai fost identificate 7 specii de plante, 5 specii de mamifere.